# Leptocythere fabaeformis
Leptocythere fabaeformis is een mosselkreeftjessoort uit de familie van de Leptocytheridae. De wetenschappelijke naam van de soort is voor het eerst geldig gepubliceerd in 1884 door Müller.